# ایتن رام
دکتر ایتن رام نام شخصیت داستانی مجموعه تلویزیونی گمشدگان محصول کانال ای بی سی آمریکا می‌باشد. ایفاگر این نقش ویلیام میپاتر می‌باشد. وی در فصل اول به مخاطبان معرفی شد. ایتن جراح گروه اسرارآمیز و ضدقهرمان سریال، که به دیگران یا آدرز (به انگلیسی: Others) معروفند بود.